# Orchestre symphonique de la KBS
L'Orchestre symphonique de la KBS, également connu internationalement sous le nom de KBS Symphony Orchestra, est un orchestre symphonique sud-coréen basé à Séoul, fondé en 1956.

## Historique
L'Orchestre symphonique de la KBS (KBS Symphony Orchestra) est l'orchestre symphonique de la radio coréenne KBS (Korean Broadcasting System), basé à Séoul. Phalange radiophonique de Corée du Sud, la formation est fondée en 1956,. 
En 2021, Pietari Inkinen est nommé directeur musical de l'orchestre à partir de janvier 2022, pour une durée de trois ans. 

## Directeurs musicaux
Comme directeurs musicaux de l'orchestre se sont succédé :
- Won-sik Im (en) (1956–1971) ;
- Yeon-taek Hong (1971–1981) ;
- Kyung-su Won (1986–1988) ;
- Moshe Atzmon (principal chef invité, 1990-1992) ;
- Othmar Mága (1992–1996) ;
- Myung-Whun Chung (1998) ;
- Dmitri Kitayenko (1999–2004) ;
- Shinik Hahm (en) (2010–2012) ;
- Yoel Levi (2014–2019) ;
- Pietari Inkinen(depuis 2022).